# Manuelle Franck
Pour les articles homonymes, voir Franck.
Manuelle Franck, née en 1960, est une spécialiste de la géographie urbaine et régionale de l'Asie du Sud-Est, présidente de l'INALCO de 2013 à 2019.

## Biographie
En 2013, elle est nommée présidente de l'INALCO,.

## Thèmes de travail
- Villes secondaires et dynamiques transnationales en Indonésie et en Asie du Sud-Est insulaire[4].
- Processus d’urbanisation à Java[5].
- Formes d’organisation de l’espace en Asie du Sud-Est insulaire et en Thaïlande[5].
- Configurations urbaines, organisation de l’espace et dynamiques régionales[6].

## Ouvrages
- Manuelle Franck, « Un archipel éclaté ? Urbanisation et dynamiques de population », dans Indonésie contemporaine, Irasec et les Indes savantes, Rémy Madinier, 2016, p. 51-78
- Manuelle Franck (dir.) et Thierry Sanjuan (dir.), Territoires de l'urbain en Asie : Une nouvelle modernité ?, CNRS Éditions, 13 octobre 2015, 402 p. (ISBN 978-2-271-09004-1, résumé)